# Barend Hooijkaas jr.
Barend Hooijkaas jr. (Rotterdam, 9 april 1855 - aldaar, 5 juni 1934) was een Nederlandse architect.

## Leven en werk
Hooijkaas jr. studeerde aan de Academie van Beeldende Kunsten en Technische Wetenschappen. In 1873 trad hij toe tot het bureau van zijn vader.
In 1923 vierde het architectenbureau Hooijkaas (of Hooykaas) het 75-jarig bestaan, wat betekent dat het al in 1848 is opgericht. Het bedrijf voerde aanvankelijk de ontwerpen zelf uit. Het architectenbureau Hooijkaas werd voortgezet door zijn zoon Barend Bzn. (1890-1973) en kleinzoon Barend van Veen (1911-2014).
Hooijkaas jr. werd bekend door een aantal Nederlands Hervormde kerken dat hij heeft ontworpen. Verder ontwierp hij in Rotterdam het Vrouwe Groenevelt's Liefdegesticht en met Michiel Brinkman het clubgebouw van de Koninklijke Roei- en Zeilvereeniging De Maas aan de Veerhaven.

## Werken, een selectie
Kerken
- de Noorderkerk (Jacob Catsstraat, Rotterdam), 1891-1974.
- de Grote Kerk van Overschie, 1902.
- de Wilhelminakerk (Oranjeboomstraat, Rotterdam).
- de Nieuwe Kerk ('s-Gravendijkwal, Rotterdam).
- de Koninginnekerk in Crooswijk, Rotterdam, 1907-1972.

Overige gebouwen
- Vrouwe Groenevelt's Liefdegesticht, Rotterdam, 1902
- Clubgebouw van de Koninklijke Roei- en Zeilvereeniging De Maas, Rotterdam, 1908.

## Fotogalerij
Kerken

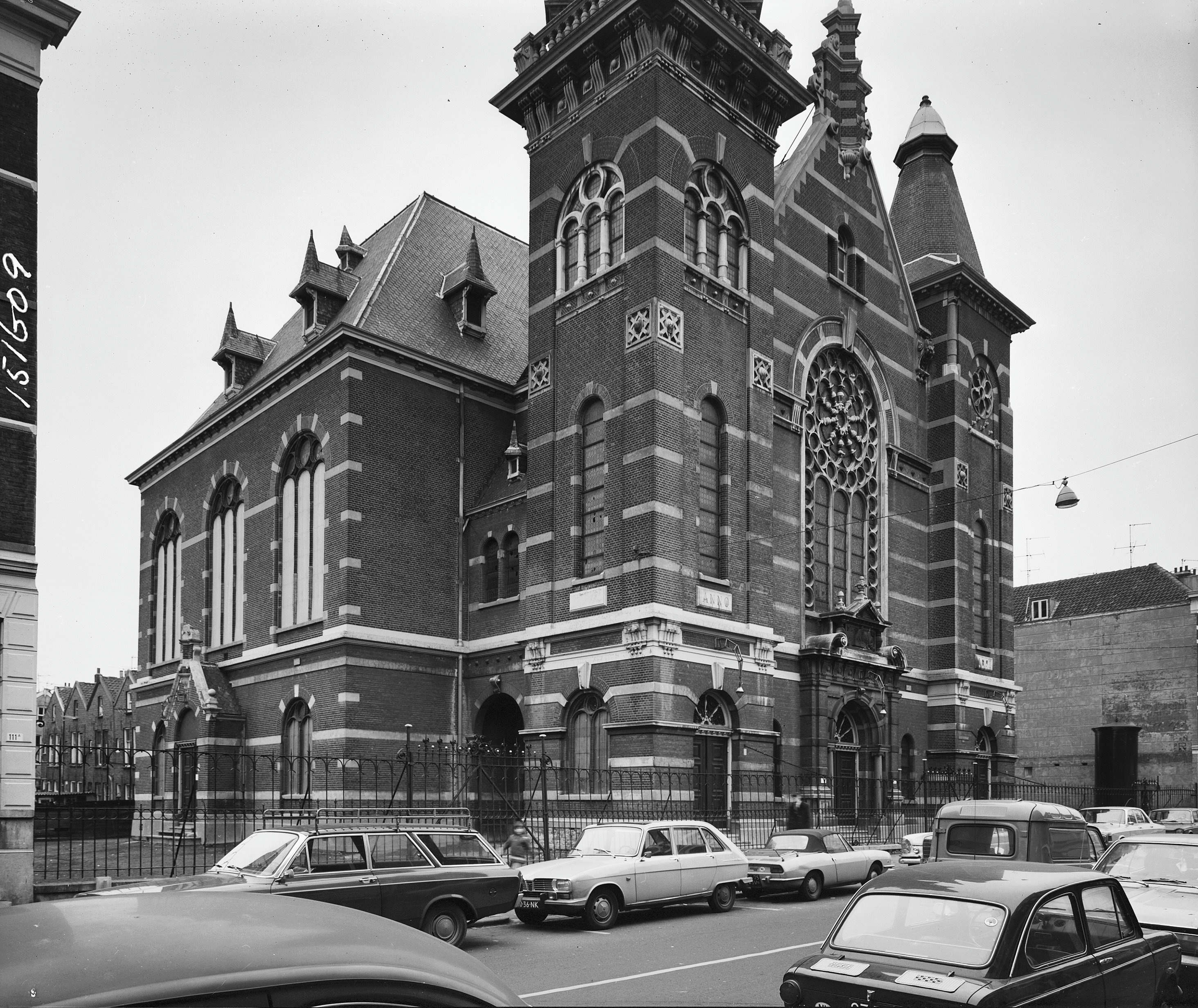
Noorderkerk, Jacob Catsstraat (1973)
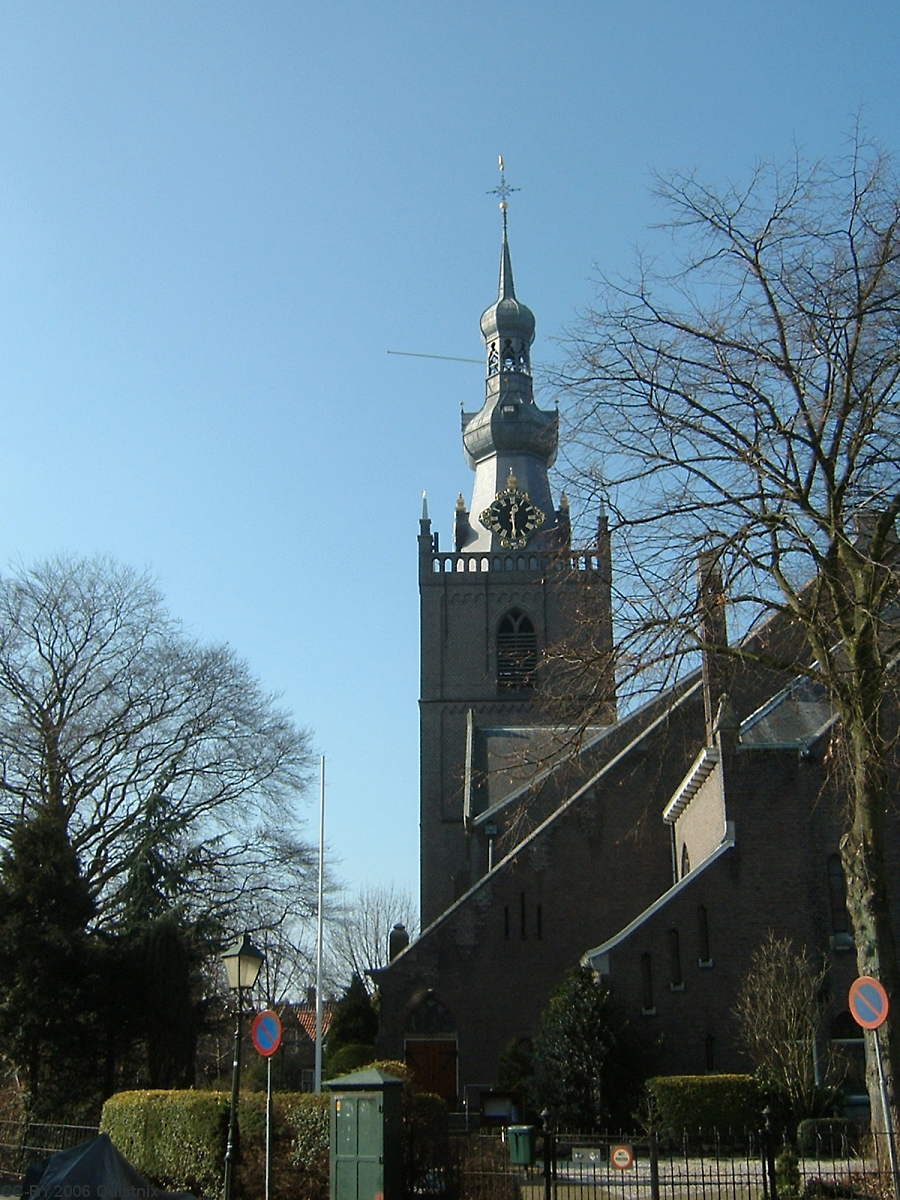
Nieuwe Kerk in Overschie
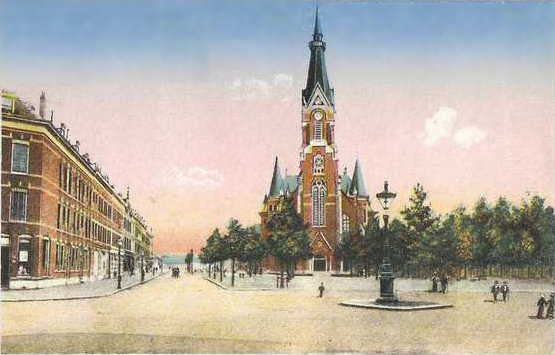
Wilhelminakerk, Oranjeboomstraat (ca.1900)
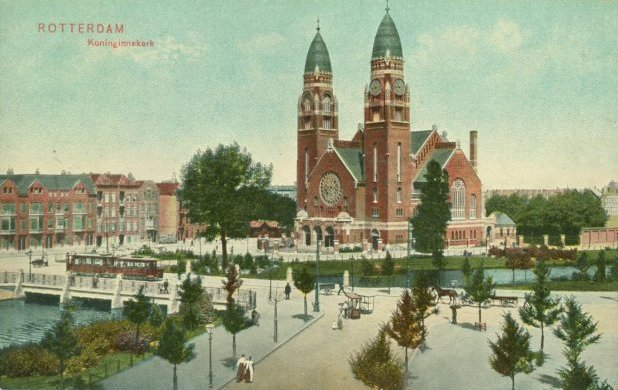
Koninginnekerk kort na de voltooiing in 1907

Andere gebouwen

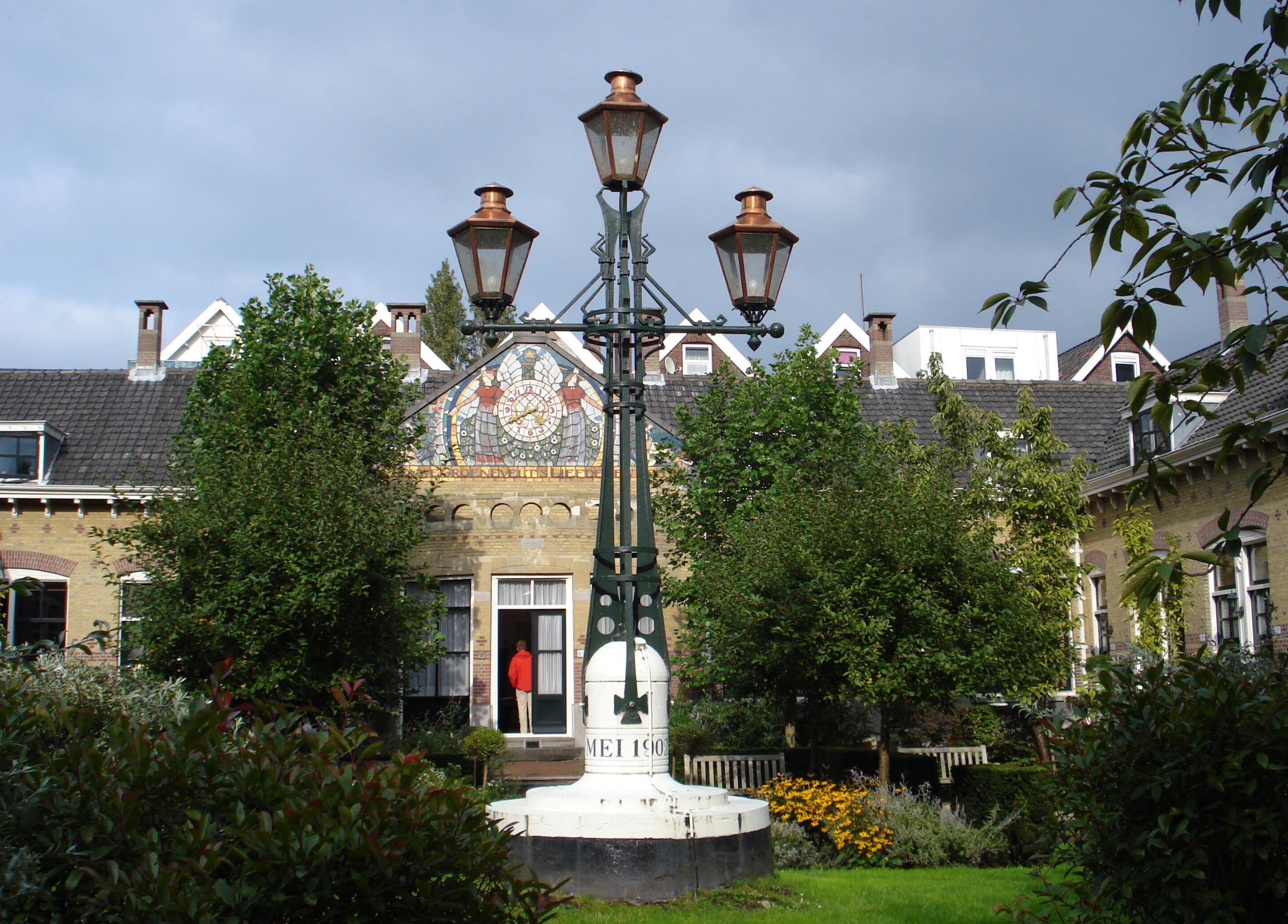
Vrouwe Groenevelt's Liefdegesticht
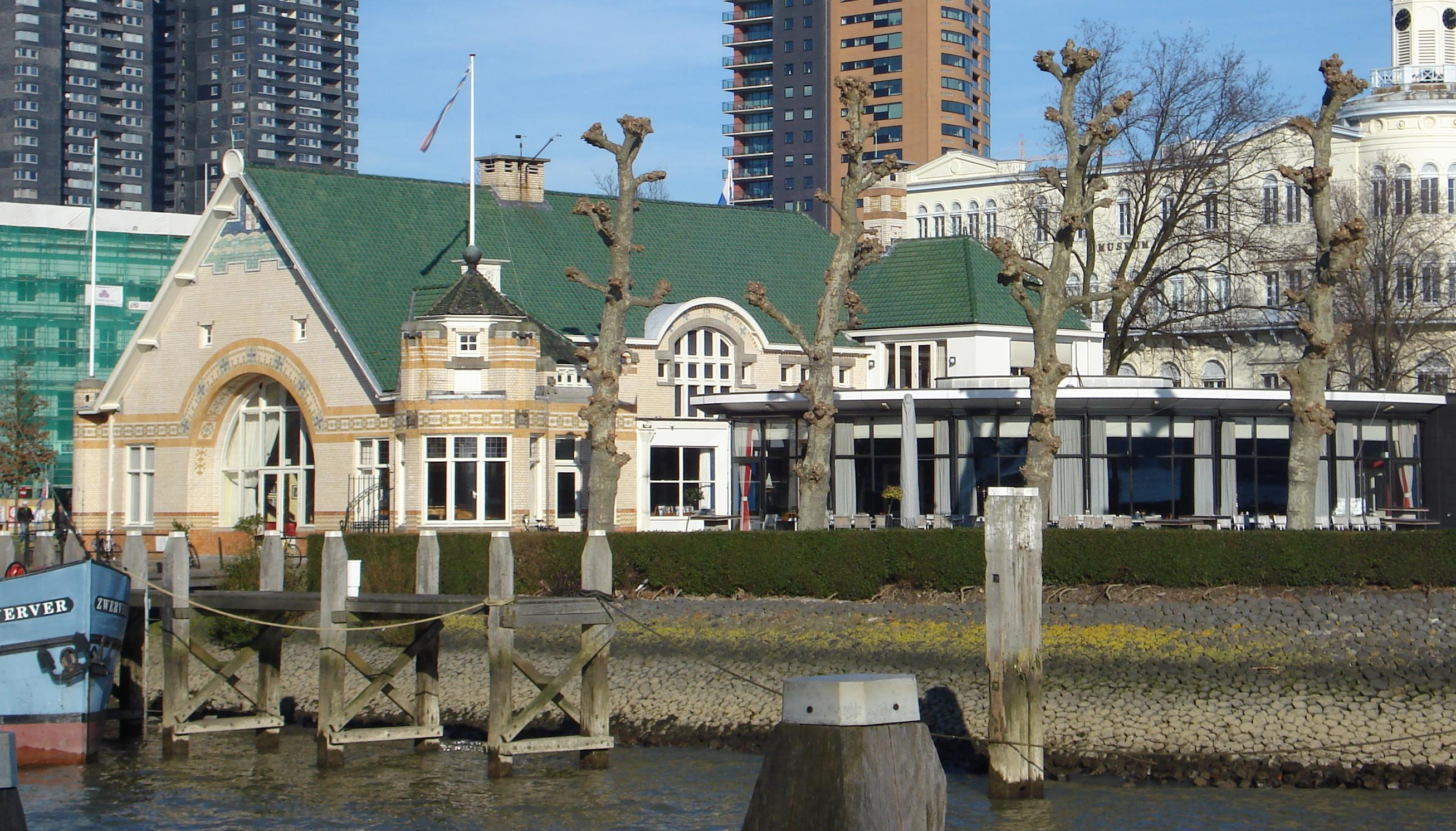
KR&ZV De Maas, Rotterdam